# Caracas
Caracas (pronuncia-se AFI: /kaˈɾakas/), é a capital da República Bolivariana da Venezuela e a cidade mais populosa do país. Desde o século XIX é considerada o centro do poder político e económico da Venezuela. Fica na região centro-norte costeira do país, a cerca 12 km da costa do mar do Caribe e está localizada dentro de um vale montanhoso. Apesar de estar próxima da costa, a cidade está situada a quase 900 metros de altitude, é separada do Litoral central de Vargas, pela Cordilheira da Costa, que também constitui o Parque nacional El Ávila. A autoestrada Caracas-La Guaira. Assim como seu centro administrativo, financeiro, comercial e cultural, como cidade capital da Nação e do Distrito Capital. É sede dos poderes que formam o Estado venezuelano, sendo importante no Caribe e na América do Sul.
O poder executivo, tem sua sede no Palácio de Miraflores, o poder legislativo no Palácio Federal Legislativo, o poder judiciário no Tribunal Supremo de Justiça, o poder eleitoral no Centro Simón Bolívar e o poder cidadão com a Controladoria Geral da República, a Defensoria do Povo e o Ministério Público. Além dos principais centros da administração pública central, instituições e também organismos do Estado.
Está localizada no Município Libertador, do Distrito Capital, e os municípios Chacao, Baruta, El Hatillo e Sucre, que formam parte do estado de Miranda e constituem o Distrito Metropolitano de Caracas, com quem compartilha uma população e cria a Grande Caracas com uma população total estimada oficialmente de 5 milhões de habitantes para o ano 2008.
Se encontra na zona centro-norte do país, a uns 15 km do mar do Caribe, separada deste pelo Parque Nacional El Ávila, mas conectada pela autoestrada Caracas-La Guaira por três viadutos elevados que, junto a dois túneis, permitem a conexão da capital com a costa caribenha (Litoral Central da Venezuela) e os principais aeroportos e portos marítimos do país em 20 minutos. Boa parte da cidade é atravessada pelo Rio Guaire em sentido sudoeste-nordeste.

## História

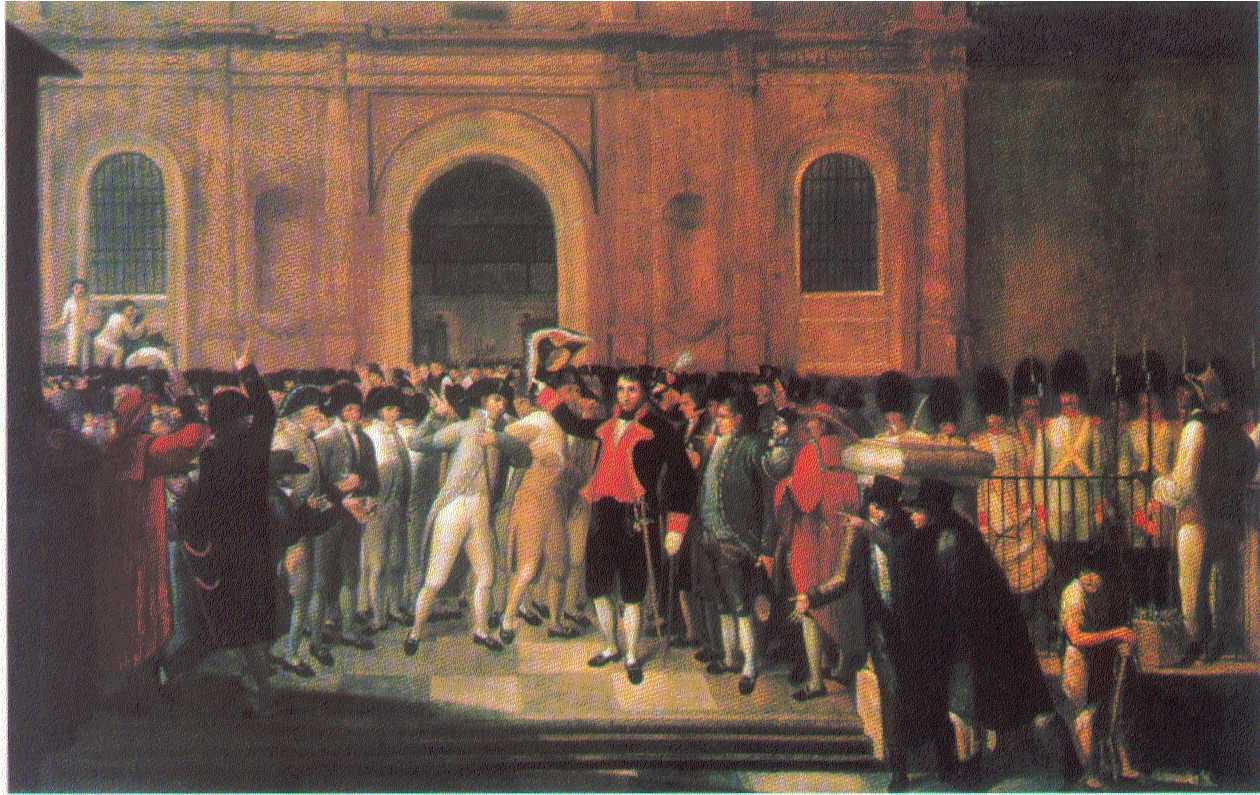
Eventos da Revolução de 19 de Abril de 1810

A cidade de Caracas foi fundada em 1567 com o nome de Santiago de León de Caracas, pelo explorador espanhol Diego de Losada.
Caracas foi a terra natal de duas proeminentes figuras históricas da América Latina: Francisco de Miranda e "El Libertador" Simón Bolívar.
Em 26 de março de 1812 Caracas foi destruída por um terremoto, que as autoridades locais julgaram como uma punição divina pela desobediência dos nativos à coroa espanhola. A Venezuela se encontrava em plena guerra de independência. Simón Bolívar, ao saber de tal despautério, respondeu com a famosa frase: "Se a natureza se opõe (à independência), lutaremos contra ela e faremos que nos obedeça".
Ao longo do século XX, Caracas se tornou um dos centros financeiros da América do Sul, devido principalmente ao desenvolvimento gerado pelas altas divisas do petróleo.

### Bandeira
Na bandeira de Caracas, o brasão de armas da cidade se sobrepõe a um fundo vermelho-vinho. O fundo vermelho simboliza o sangue derramado pelo povo de Caracas em favor da independência e dos ideias nacionais. O desenho original da bandeira da cidade surgiu na década de 1980, mas em 1994, presumivelmente resultando da troca de autoridades municipais, foi decidido que o brasão de armas seria aumentado, configuração que reina até hoje.

## Geografia

### Clima
| Dados climatológicos para Caracas (1970–1998)                   | Dados climatológicos para Caracas (1970–1998) | Dados climatológicos para Caracas (1970–1998) | Dados climatológicos para Caracas (1970–1998) | Dados climatológicos para Caracas (1970–1998) | Dados climatológicos para Caracas (1970–1998) | Dados climatológicos para Caracas (1970–1998) | Dados climatológicos para Caracas (1970–1998) | Dados climatológicos para Caracas (1970–1998) | Dados climatológicos para Caracas (1970–1998) | Dados climatológicos para Caracas (1970–1998) | Dados climatológicos para Caracas (1970–1998) | Dados climatológicos para Caracas (1970–1998) | Dados climatológicos para Caracas (1970–1998) |
| Mês                                                             | Jan                                           | Fev                                           | Mar                                           | Abr                                           | Mai                                           | Jun                                           | Jul                                           | Ago                                           | Set                                           | Out                                           | Nov                                           | Dez                                           | Ano                                           |
| --------------------------------------------------------------- | --------------------------------------------- | --------------------------------------------- | --------------------------------------------- | --------------------------------------------- | --------------------------------------------- | --------------------------------------------- | --------------------------------------------- | --------------------------------------------- | --------------------------------------------- | --------------------------------------------- | --------------------------------------------- | --------------------------------------------- | --------------------------------------------- |
| Temperatura máxima recorde (°C)                                 | 31,9                                          | 34,1                                          | 35,3                                          | 33,5                                          | 34,4                                          | 32,8                                          | 33,6                                          | 31,5                                          | 32,2                                          | 31,4                                          | 31,2                                          | 30,8                                          | 35,3                                          |
| Temperatura máxima média (°C)                                   | 23,3                                          | 23,6                                          | 24,3                                          | 25,0                                          | 25,8                                          | 26,0                                          | 25,5                                          | 25,8                                          | 25,5                                          | 25,2                                          | 24,6                                          | 23,8                                          | 24,9                                          |
| Temperatura média (°C)                                          | 19,6                                          | 19,7                                          | 20,2                                          | 21,2                                          | 22,0                                          | 22,0                                          | 21,7                                          | 21,9                                          | 21,9                                          | 21,8                                          | 21,3                                          | 20,2                                          | 21,1                                          |
| Temperatura mínima média (°C)                                   | 15,9                                          | 15,8                                          | 16,0                                          | 17,5                                          | 18,2                                          | 18,1                                          | 17,9                                          | 18,1                                          | 18,3                                          | 18,4                                          | 18,0                                          | 16,5                                          | 17,4                                          |
| Temperatura mínima recorde (°C)                                 | 7,1                                           | 10,9                                          | 11,4                                          | 12,5                                          | 13,1                                          | 14,9                                          | 14,1                                          | 14,3                                          | 15,5                                          | 13,1                                          | 11,9                                          | 10,0                                          | 7,1                                           |
| Precipitação (mm)                                               | 15,3                                          | 13,2                                          | 11,4                                          | 59,2                                          | 81,7                                          | 134,1                                         | 118,4                                         | 123,8                                         | 115,4                                         | 126,3                                         | 72,6                                          | 41,4                                          | 912,8                                         |
| Dias com precipitação                                           | 6                                             | 4                                             | 3                                             | 7                                             | 13                                            | 19                                            | 19                                            | 18                                            | 15                                            | 15                                            | 13                                            | 10                                            | 142                                           |
| Umidade relativa (%)                                            | 73,7                                          | 74,2                                          | 73,0                                          | 76,3                                          | 75,4                                          | 75,1                                          | 74,1                                          | 74,0                                          | 74,9                                          | 74,7                                          | 73,7                                          | 74,7                                          | 74,5                                          |
| Insolação (h)                                                   | 229,4                                         | 217,5                                         | 235,6                                         | 183,0                                         | 182,9                                         | 183,0                                         | 210,8                                         | 217,0                                         | 213,0                                         | 210,8                                         | 210,0                                         | 213,9                                         | 2 506,9                                       |
| Fonte: Instituto Nacional de Meteorología e Hidrología (INAMEH) |                                               |                                               |                                               |                                               |                                               |                                               |                                               |                                               |                                               |                                               |                                               |                                               |                                               |

## Locais de interesse

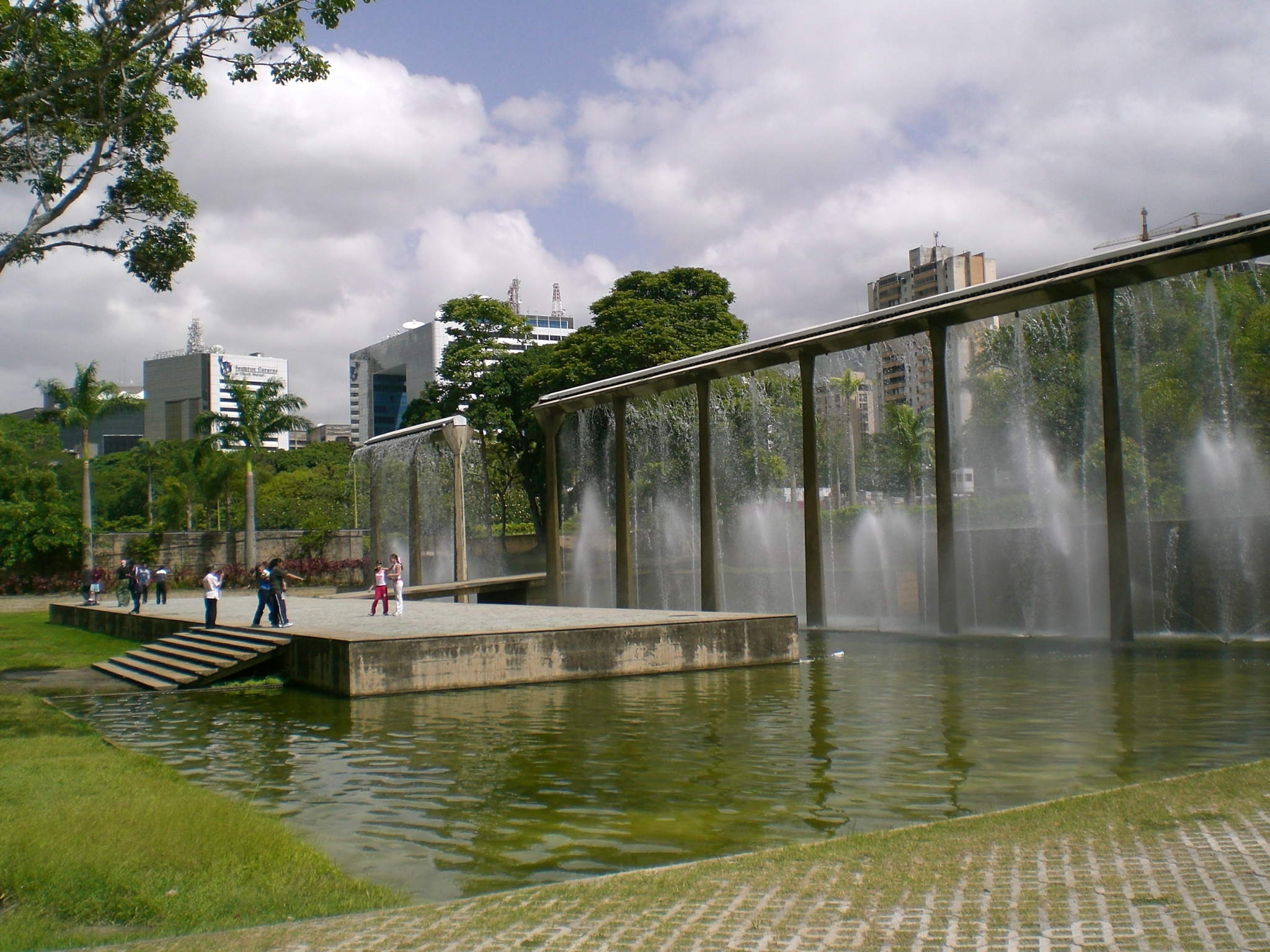
Parque del Este em Caracas.

### Capitólio Nacional
O Capitólio Nacional ocupa todo um quarteirão e, com seus domos dourados e arranjos neoclássicos, parece ainda maior.

### Parque del Este
Um paraíso verde no meio da cidade, onde diversas atividades podem ser feitas. É um parque onde animais típicos da região podem ser vistos num pequeno zoológico. Uma réplica do famoso navio guiado por Cristóvão Colombo, o Santa Maria, está na parte sul do parque. Foi inaugurado em janeiro de 1961 e tem uma superfície de 82 hectares, que faziam parte das fazendas de café San Jose e La Cienaga. É uma obra do arquiteto Roberto Burle-Marx, o mesmo que colaborou nos desenhos dos parques da moderna cidade de Brasília, capital do Brasil.

## Criminalidade
A Venezuela e sua capital, Caracas, foram relatadas como tendo uma das maiores taxas de homicídios per capita do mundo. Em 2010, Caracas teve a maior taxa de homicídios do mundo,  tendo mais mortes do que Bagdá durante a Guerra do Iraque, e em 2012 houve 13 080 assassinatos na Venezuela, de acordo com o Escritório das Nações Unidas sobre Drogas e Crime. Em 2019, Caracas era a cidade com a sexta maior taxa de homicídios do mundo fora de uma zona de guerra, com uma taxa de cerca de 76 assassinatos por 100 000 pessoas. Em 2023, era a décima nona, com uma taxa de cerca de 52 assassinatos por 100 000 pessoas. A maioria dos assassinatos e outros crimes violentos não são resolvidos, com estimativas do número de crimes não resolvidos de até 98%. O Departamento de Estado dos Estados Unidos e o Ministério das Relações Exteriores e da Commonwealth britânico emitiram alertas de viagem para a Venezuela devido às altas taxas de criminalidade.

## Economia

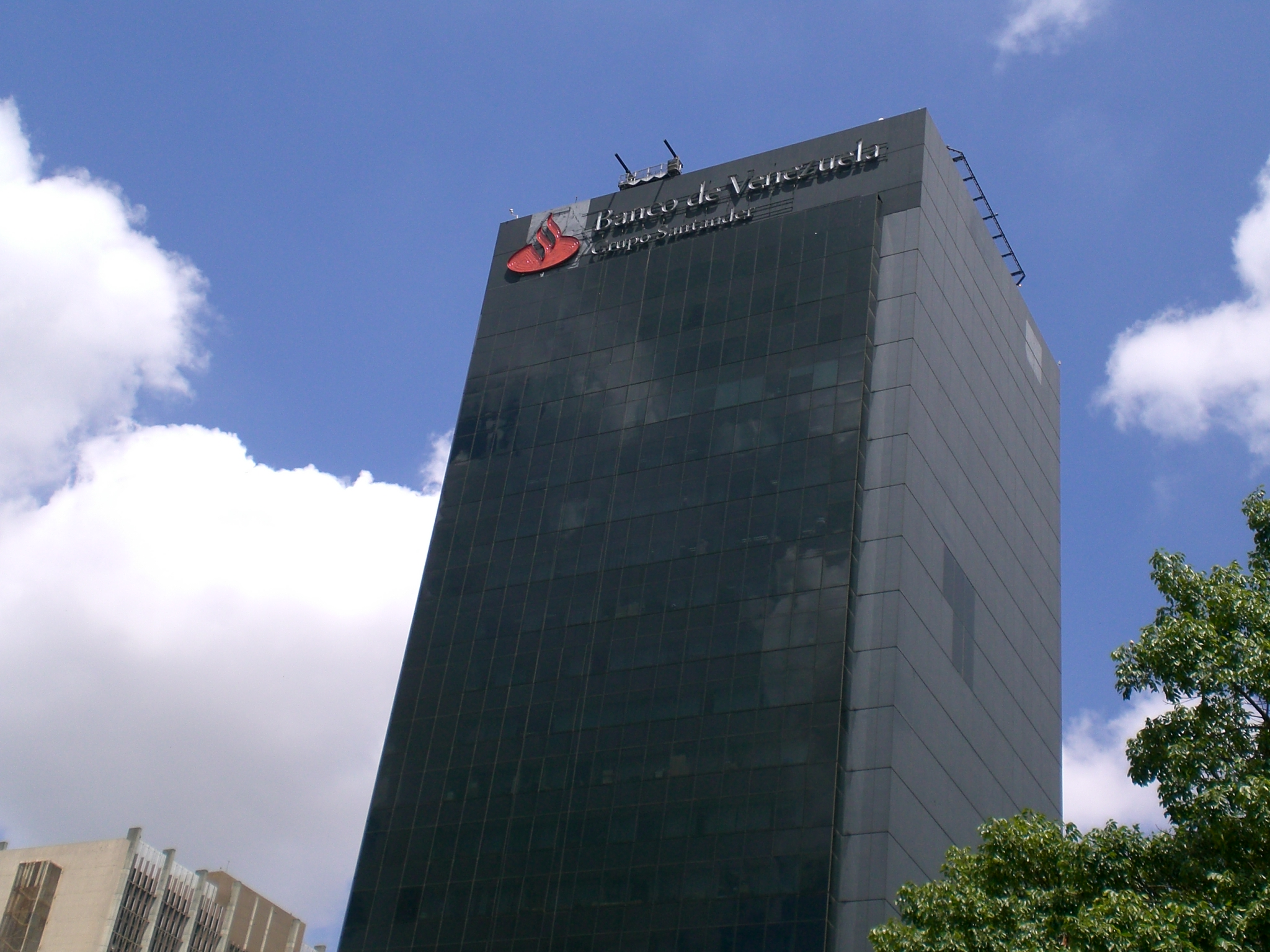
Sede do Banco de Venezuela.

A cidade de Caracas em sua condição de capital da Venezuela, é sede de numerosas empresas de serviços, bancos, centros comerciais, hotéis, entre outros. Sua atividade é em quase 100% de caráter de serviços efetuando algumas indústrias estabelecidas em sua área metropolitana, principalmente em Los Cortijos, ao leste da cidade e em La Yaguara, no oeste. A cidade capital também é sede da Bolsa de Valores de Caracas, encarregada de operações de compra e venda de instrumentos autorizados para sua negociação no mercado pulsátil. A Bolsa de Caracas se encontra no município Chacao.
Também na cidade está localizada as sedes principais dos Petróleos de Venezuela (PDVSA) que é a maior empresa do país, desde onde se negociam todos os acordos internacionais para a distribuição e exportação de petróleo com outros países, além de mais se encontram os escritórios principais da Empresas Polar, a maior companhia privada do país e a maior empresa produtora de bebidas e alimentos na Venezuela, com um portfólio de marcas líderes e preferidas pelos consumidores do país.
A CANTV, tem sua sede principal em Caracas, é uma das primeiras empresas de telecomunicação venezuelanas. Seus serviços vão desde Telefonia (sendo sua principal filial Movilnet que expande a área de telefonia celular) que é sua principal força, até serviços como venda de computadores, serviços de conexão a Internet Dial-up e conexão a Internet por Banda larga.

## Turismo

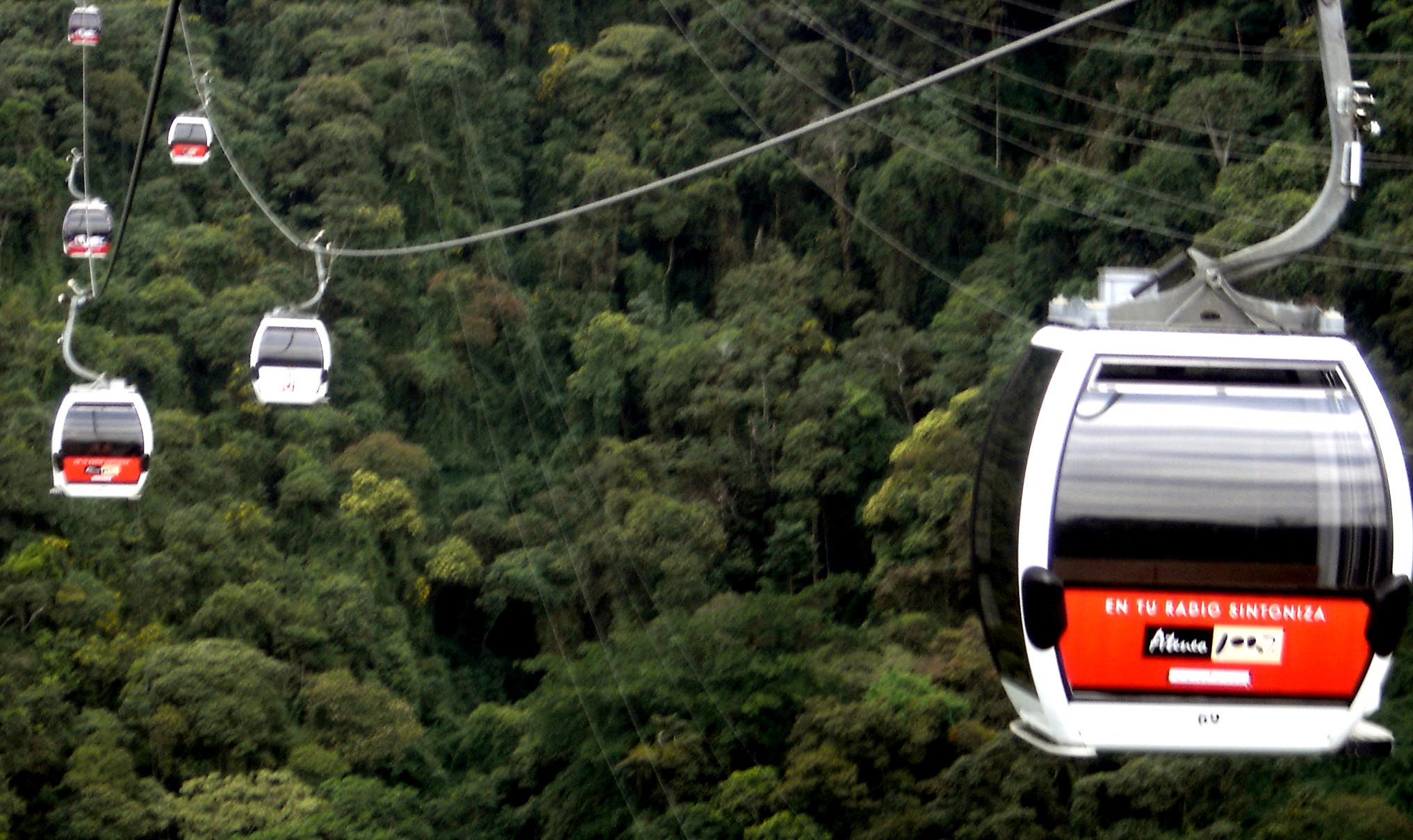
Teleférico de Caracas

Caracas, como capital, é uma cidade muito diversa, já que conta com uma grande quantidade de parques, praças, arquitetura moderna e colonial, igrejas, passeios, bulevares, centros comerciais, etc. Desta maneira, oferece aos residentes caraquenhos e a turistas o melhor de sua cultura e serviços.

### Monumentos, edifícios públicos e lugares históricos

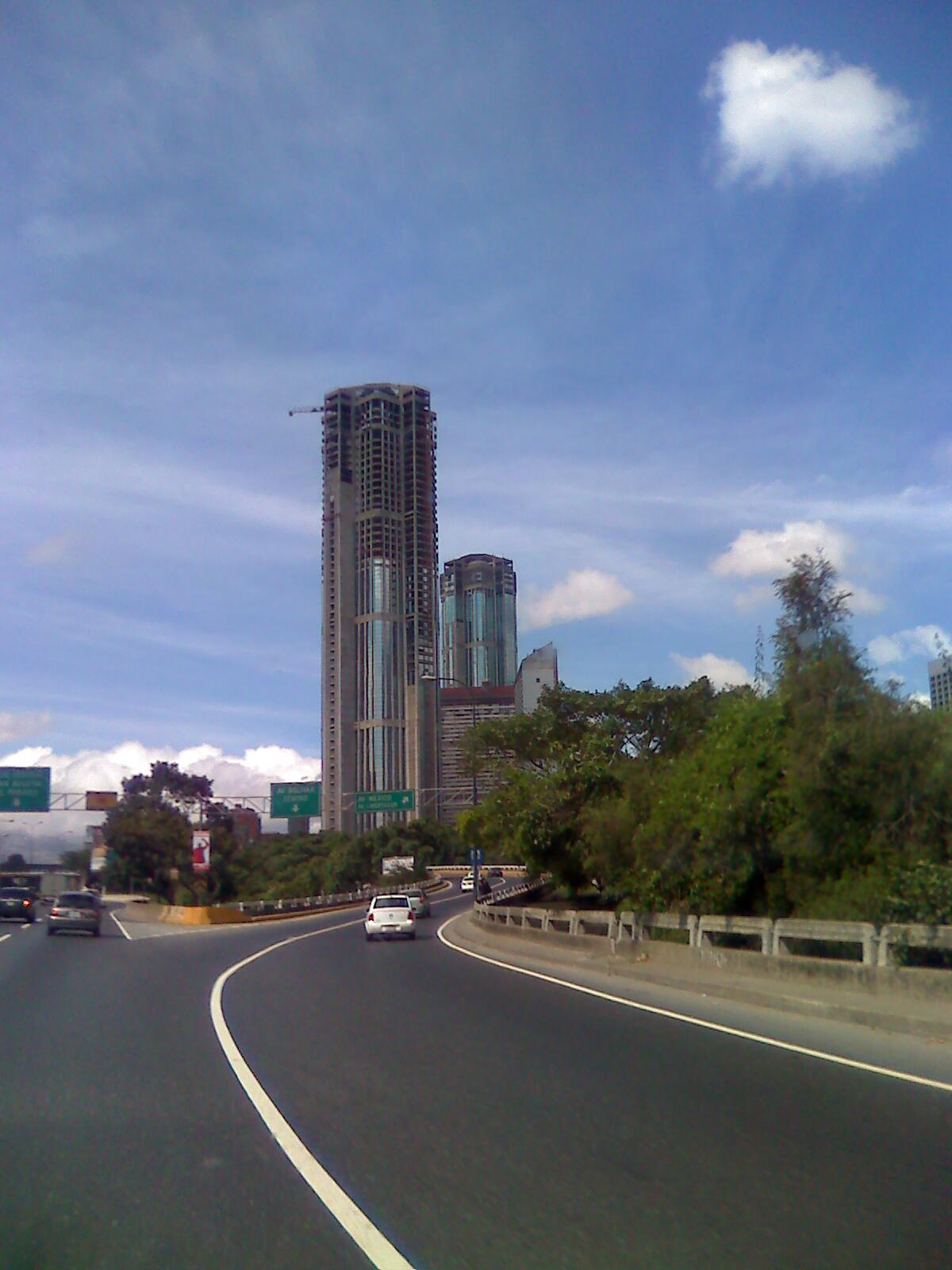
O Parque Central Torre, com 221 metros de altura.

Caracas revela sua história através de suas edificações, pois a maioria de seus monumentos, edifícios e sítios importantes são de épocas passadas e têm se mantido através do tempo. Um exemplo disto é a Casa Natal de Simón Bolívar, que ainda se encontra em pé apesar de ter mais de 200 anos. Algumas outras construções similares, pertencentes àquela época, também se mantém de pé, tais como o Palácio das Academias, a Casa de Campo de Guzmán Blanco e o Palácio de Miraflores.
Além destes, também conta com monumentos que representam a história da Venezuela, como o Panteão Nacional, o qual aloja os restos mortais de Simón Bolívar, assim como de outros heróis e personagens destacados da história do país.
Outro sítio histórico de Caracas é Anauco Arribauna, uma casa de campo do século XVII. É a edificação mais antiga da cidade e considerada patrimônio histórico nacional.
No entanto, Caracas também conta com edificações modernas, como as Parque Central Torres, que são as segundas torres mais altas de América do Sul, depois apenas da torre "O Farol" de Medellín, na Colômbia.

### Edificações Religiosas

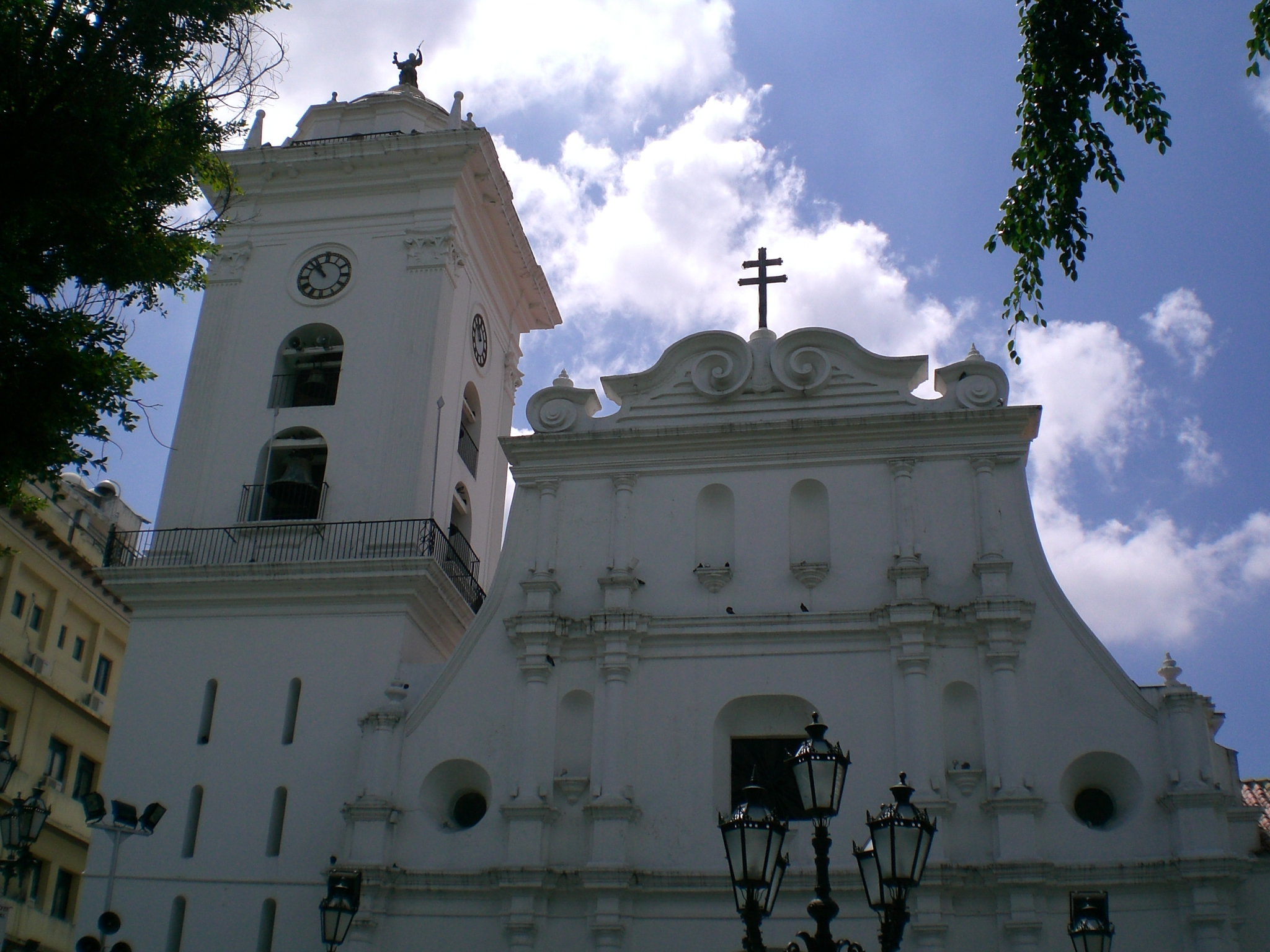
Catedral de Caracas
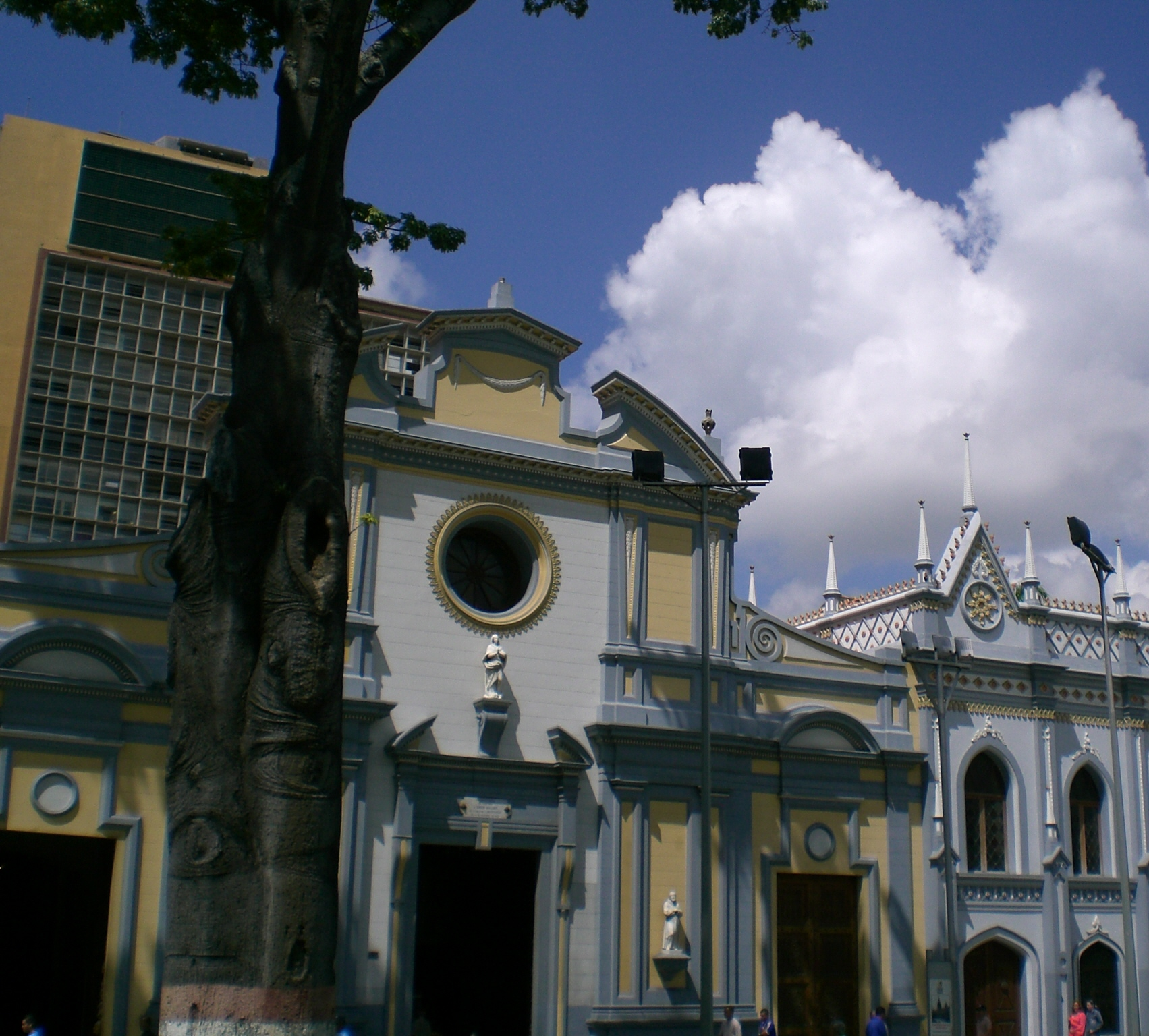
Igreja de San Francisco
- Igreja Santa Teresa
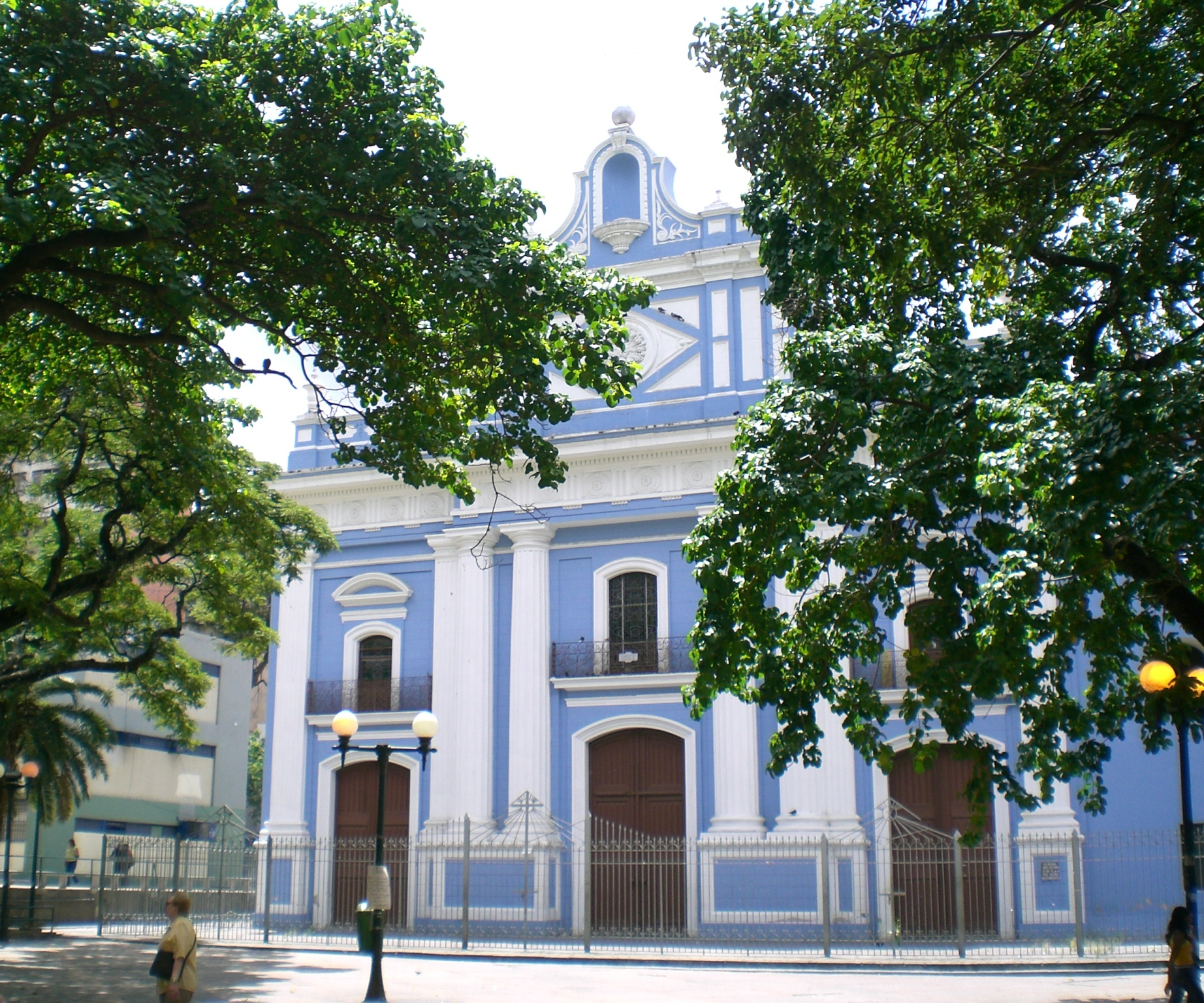
Igreja de La Pastora
- Palácio Arzobispal
- Igreja La Candelaria
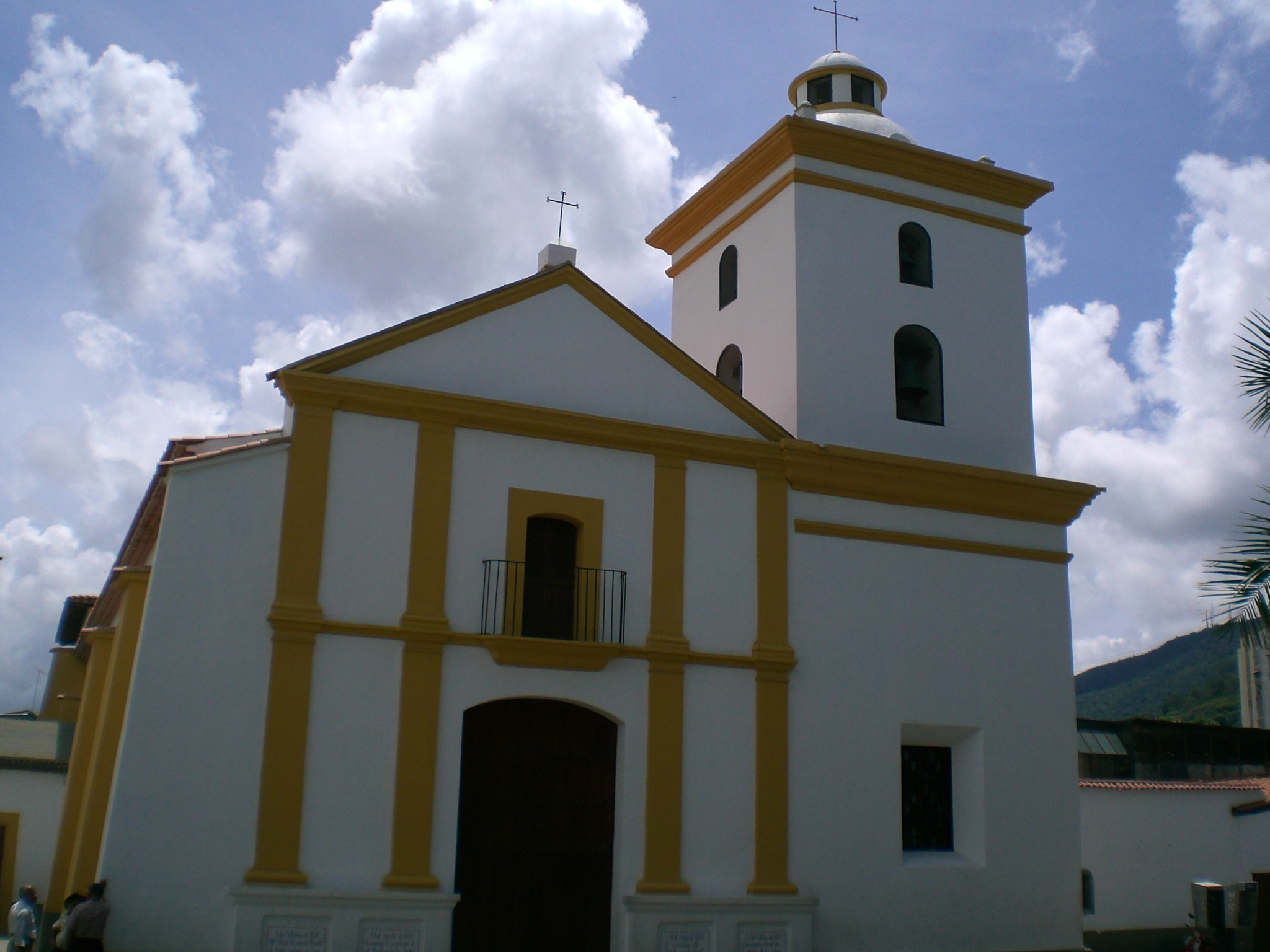
Igreja Nossa Senhora do Rosário
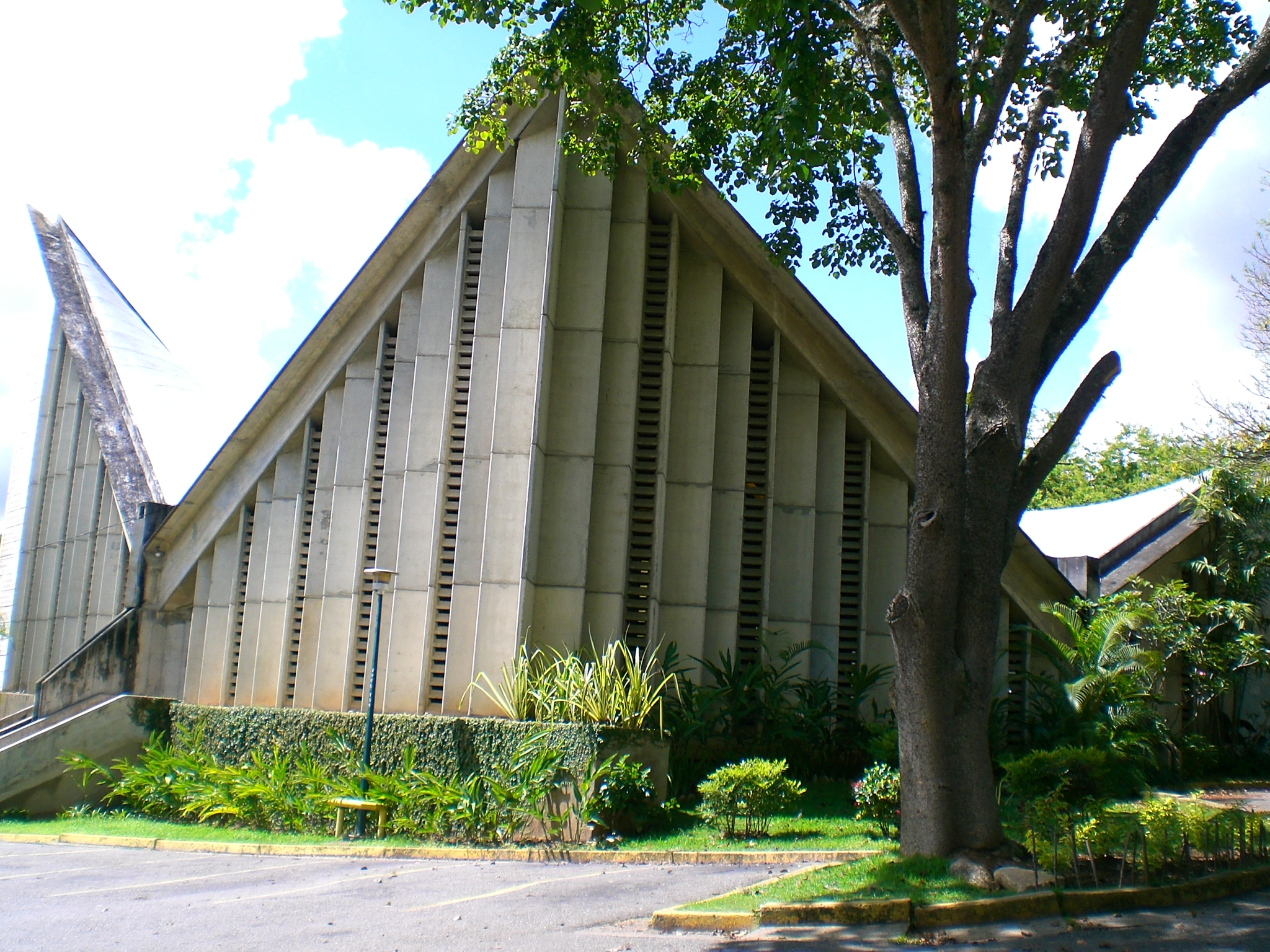
Igreja de Prados del Este
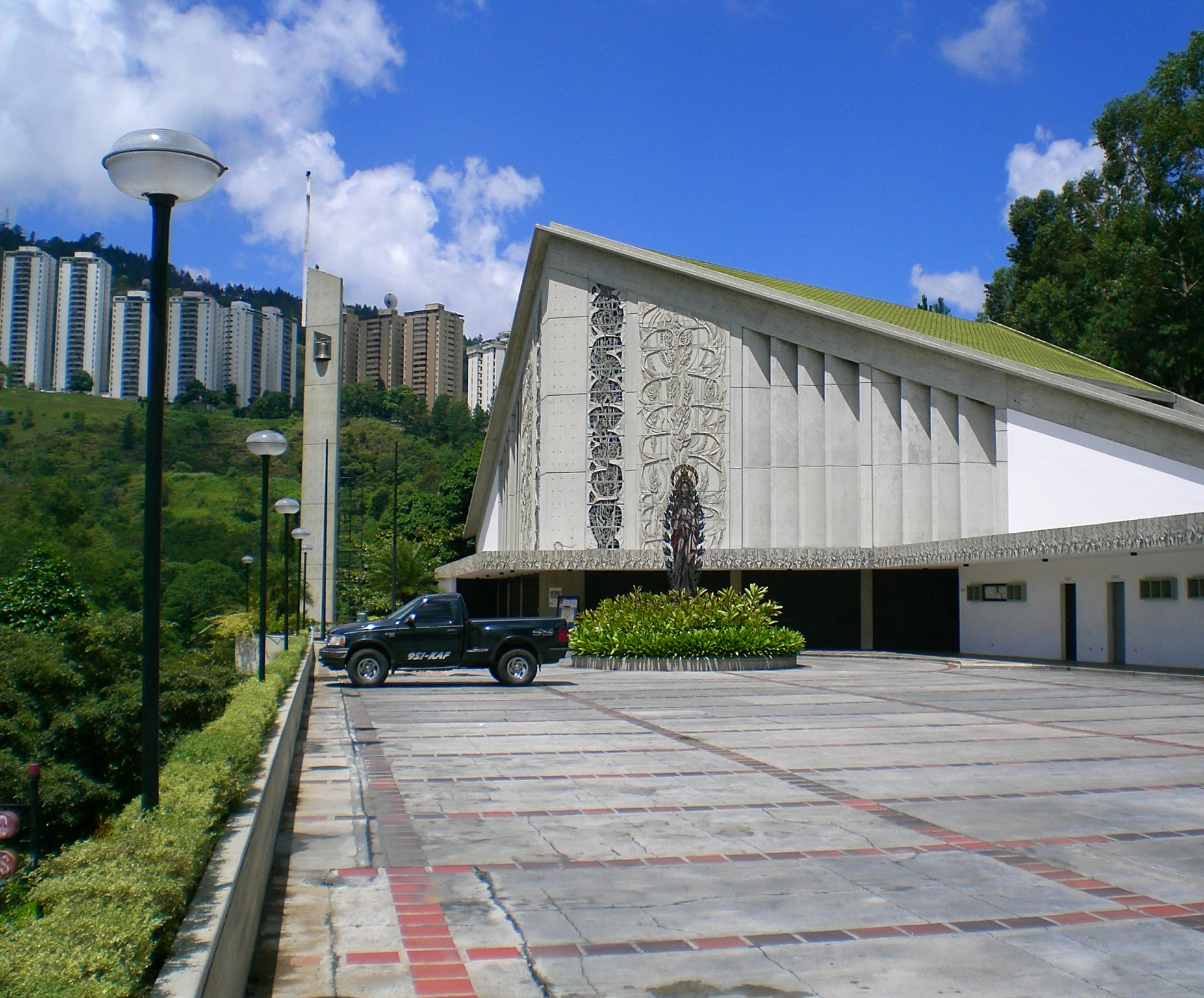
Igreja Los Manzanares
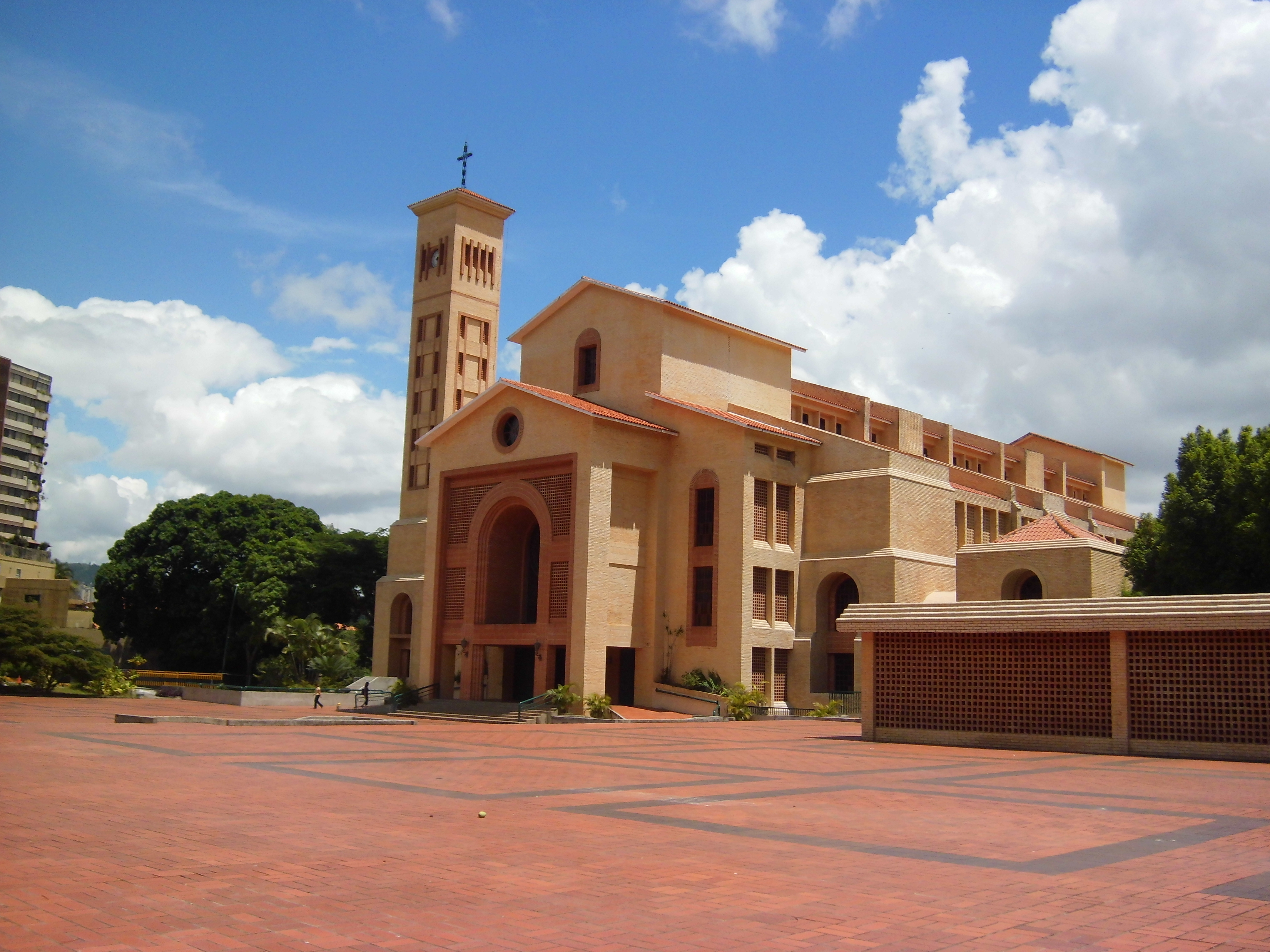
Igreja Sagrada Familia de Nazaret
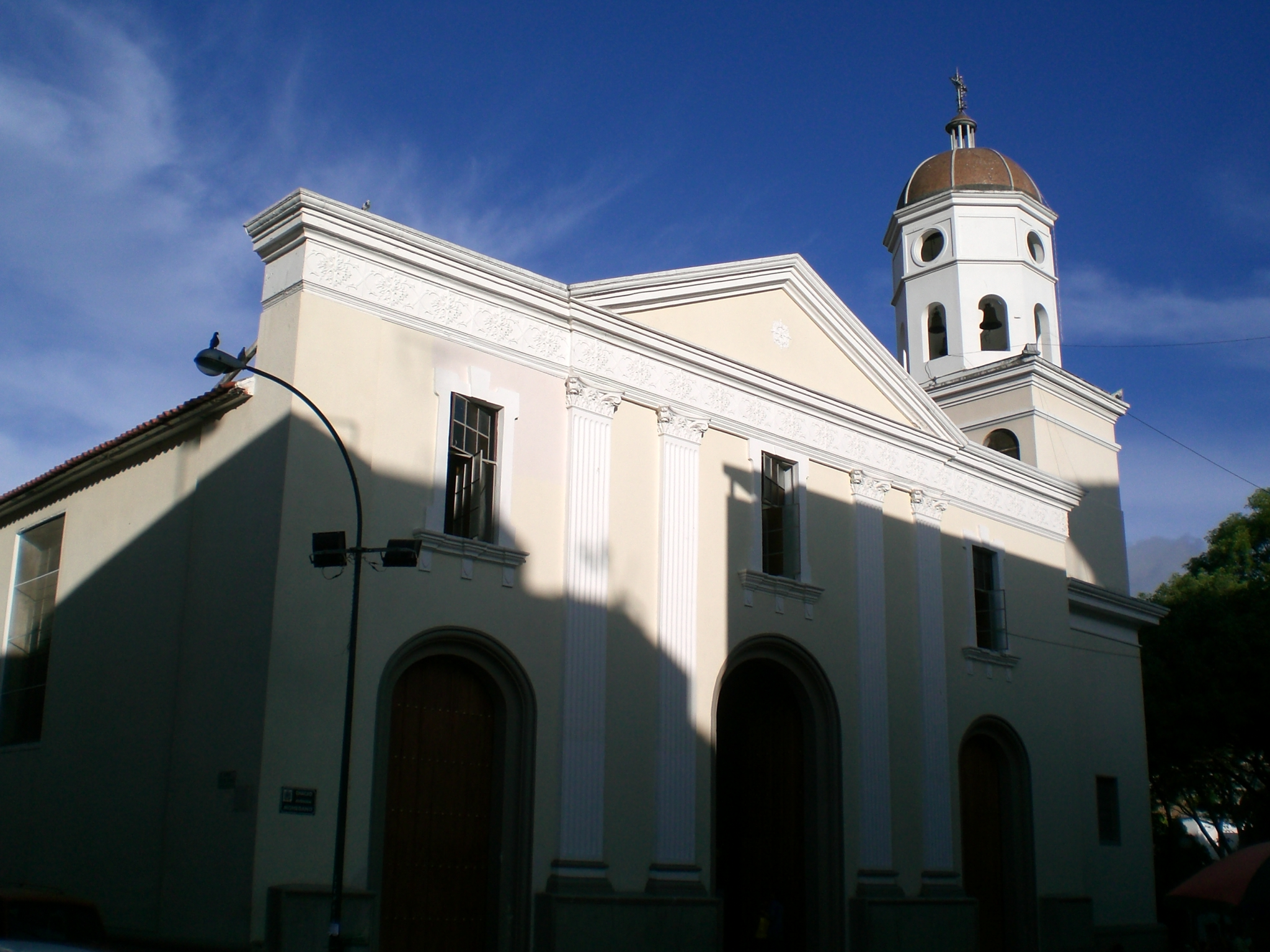
Iglesia San José de Chacao
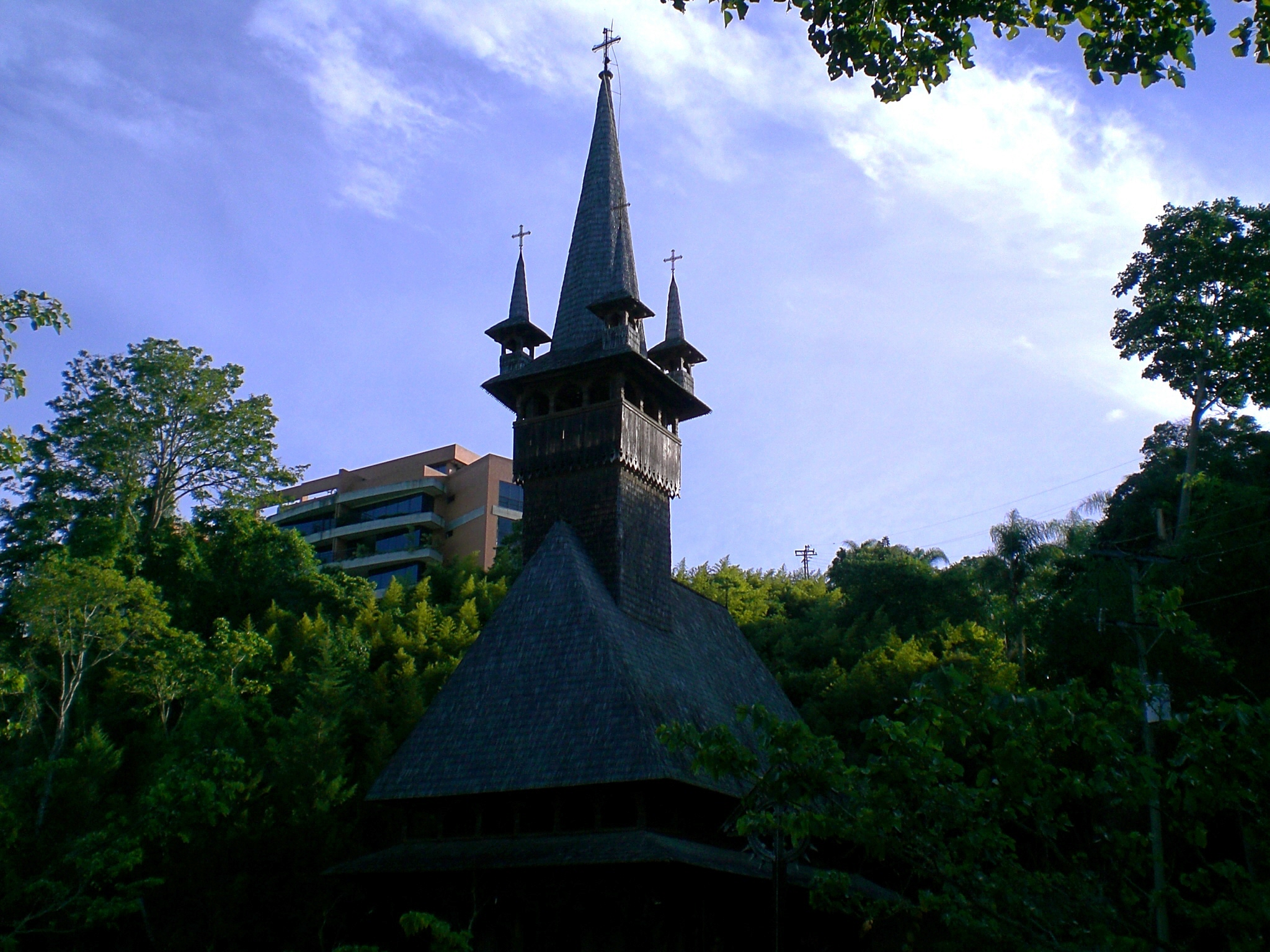
Igreja Ortodoxa e Romana San Constantino e Santa Elena
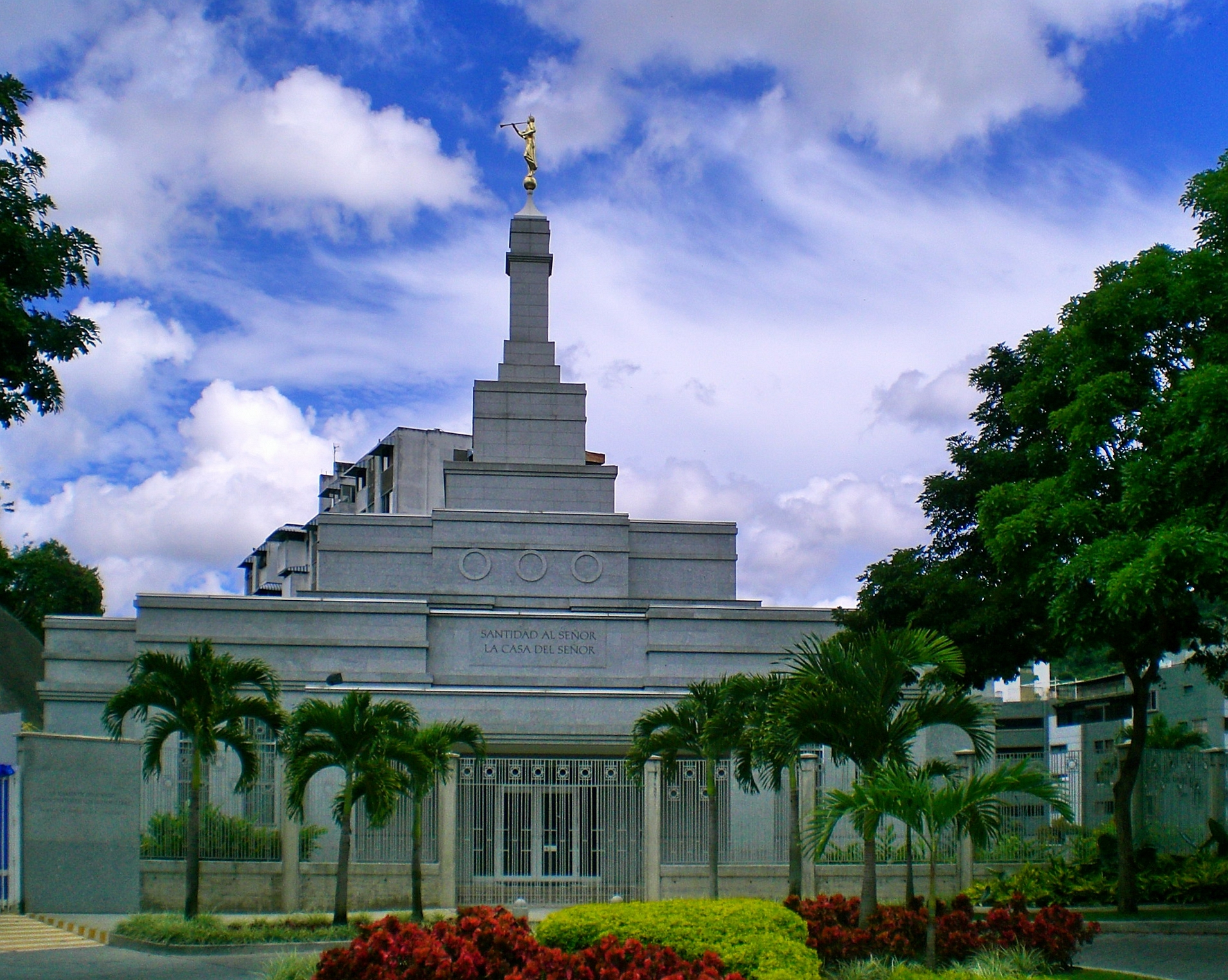
Templo de Caracas
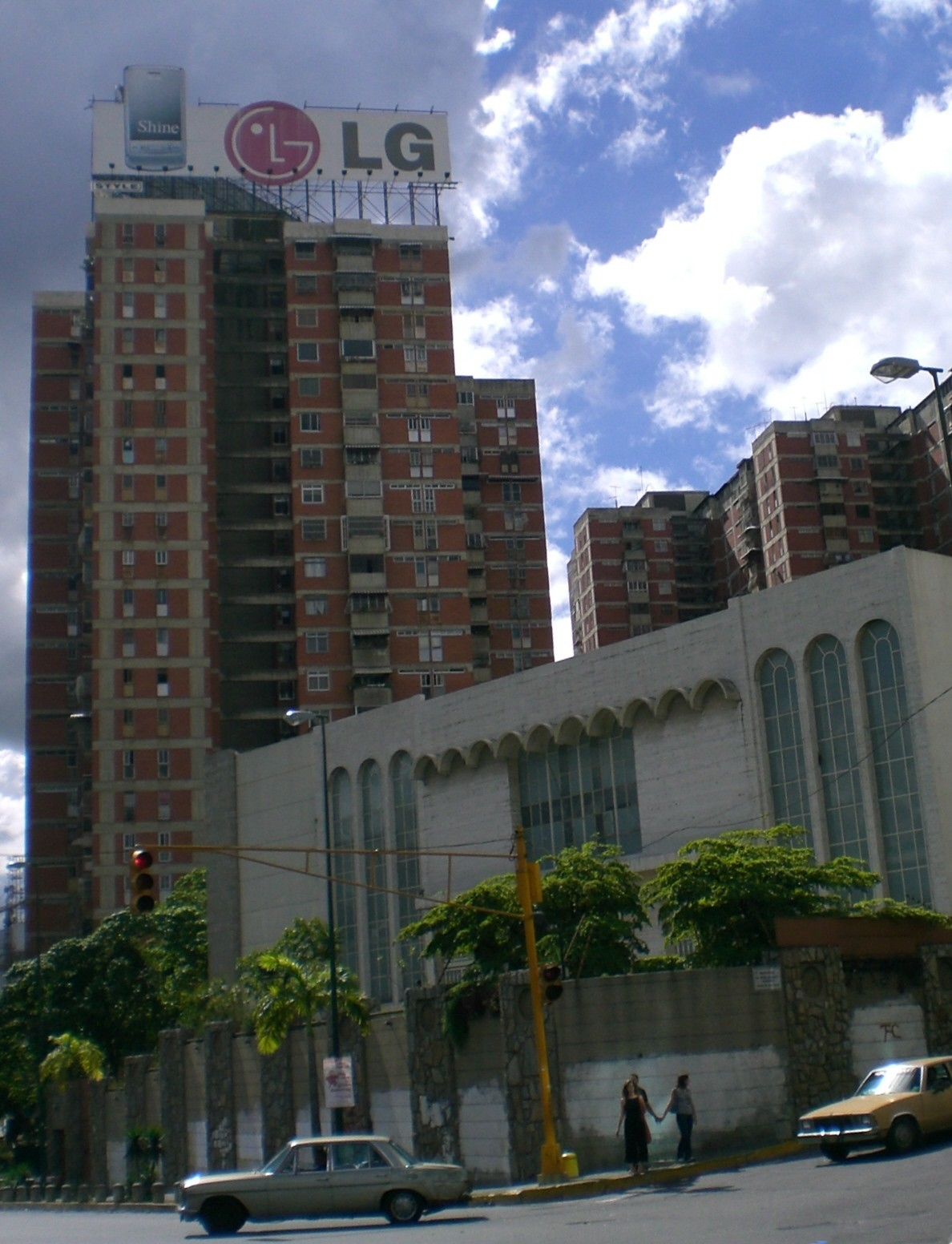
Sinagoga de Caracas
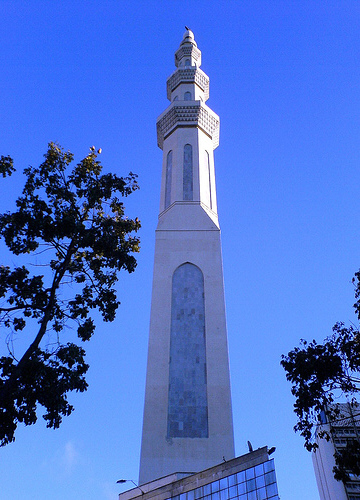
Mézquita Ibrahim Al-lbrahim
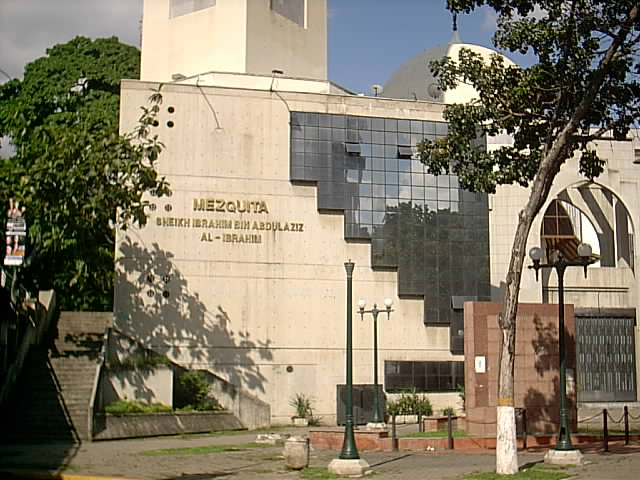
Fachada de la Mezquita Ibrahim Al-lbrahim

Assim mesmo, Caracas conta com uma série de edificações religiosas repartidas por todo seu território. Algumas das edificações mais conhecidas são a Catedral de Caracas, sendo a primeira igreja construída em Caracas, por volta do ano 1641. Ali mesmo, foi batizado Simón Bolívar.
Além desta, algumas edificações como a Sinagoga Tiféret Israel o maior templo judio do país e como a Mezquita Ibrahim Al-lbrahim, conhecida como a segunda maior mesquita da América Latina. Também, a Igreja de San Constantino y Santa Elena forma parte de 15 templos religiosos deste tipo no mundo e só dois deles estão fora da Romênia, foi doada pela Igreja Ortodoxa da Venezuela e o Governo de Romênia. Cabe sinalar que algumas das edificações religiosas de Caracas, são edificações construídas há mais de 100 anos. Um exemplo disto é a Igreja de San Francisco. É nesta igreja onde se entregou a Bolívar o título de Libertador.

### Praças

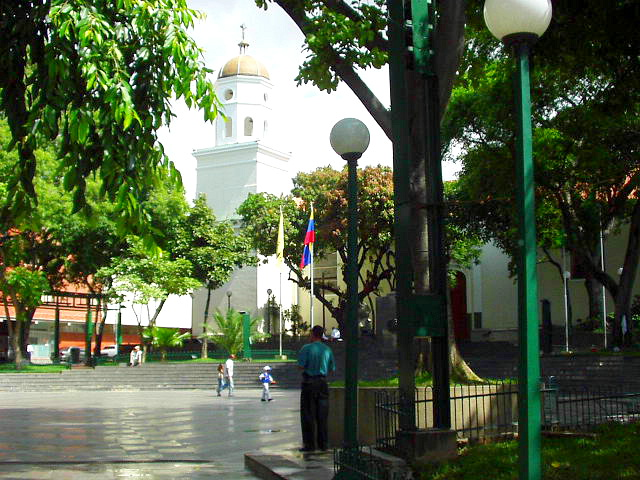
Plaza Bolívar de Chacao

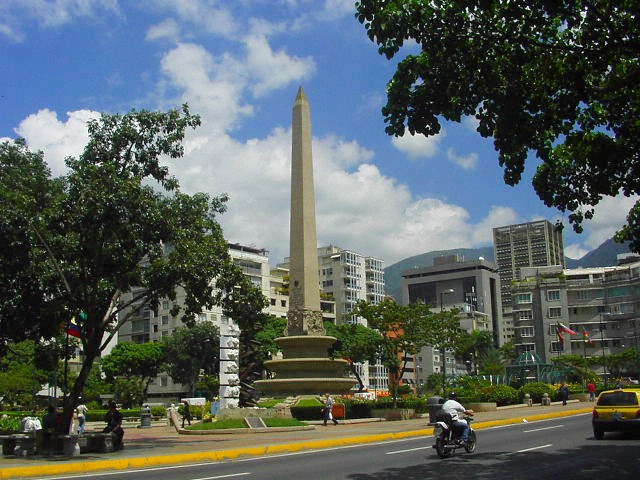
Praça França

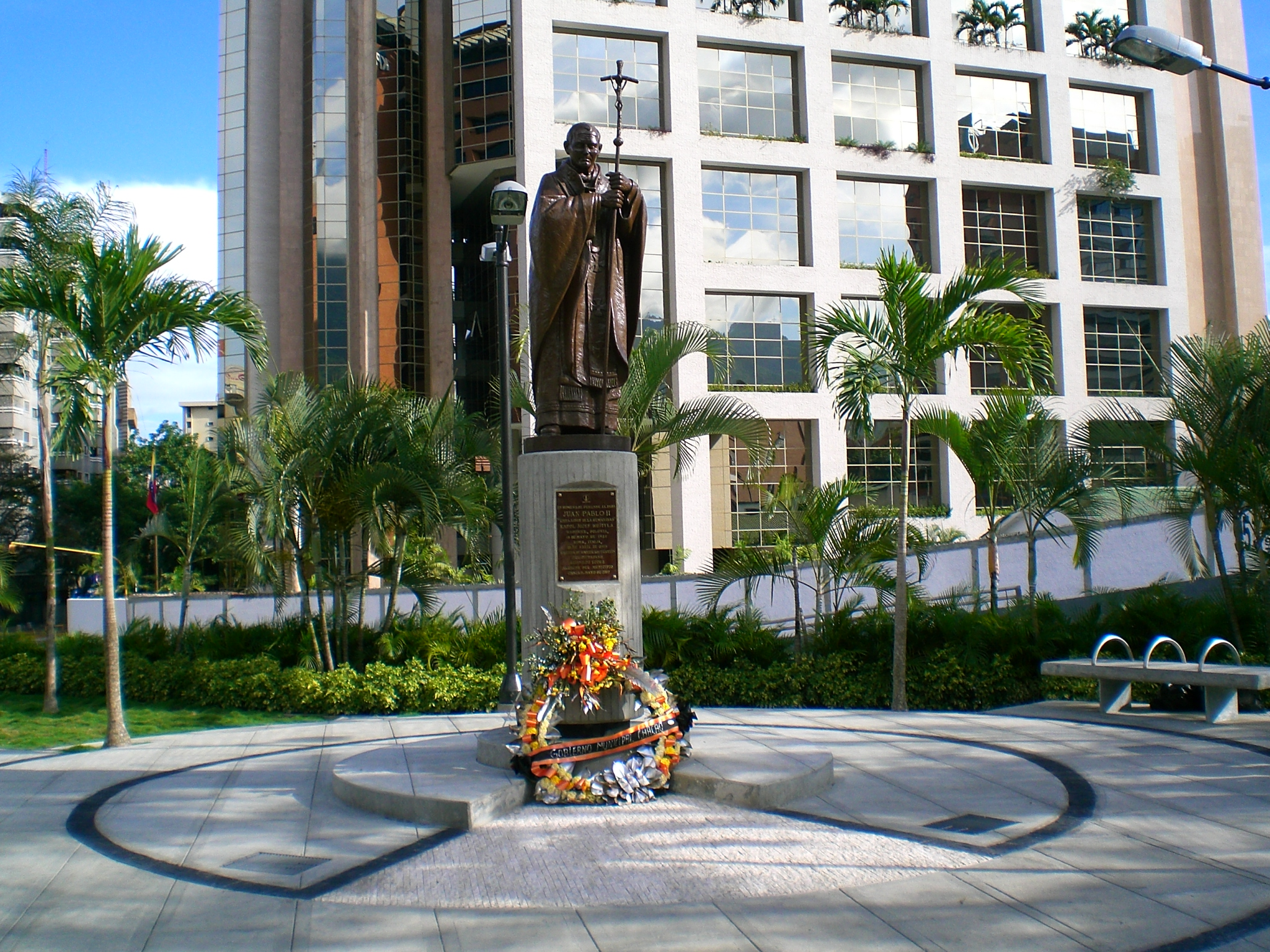
Praça João Paulo II

• Plaza Bolívar de Caracas: a maior praça de toda Caracas, localizada no Casco Central da cidade, na mesma se tem uma homenagem ao Libertador; ao redor dela se encontram a Catedral de Caracas, o Palácio Municipal e o Museu Sacro.
• Plaza Venezuela: é um moderno passeio pedonal e distribuidor viário que abriga vários monumentos, entre eles uma fonte e algumas esculturas, assim como uma importante zona empresarial pelas torres de escritórios que se encontram.
• Plaza O'Leary: situada na urbanização El Silencio, em pleno centro da cidade, que conta com duas fontes "Las Toninas" de Francisco Narváez.
• Plaza França: considerada a praça mais turística da cidade capital, conta com um imponente obelisco e charmosos jardins.
• Plaza Alfredo Sadel: esta é uma das praças mais importantes da metrópole caraquenha, nomeada em honra ao músico e lírico venezuelano Alfredo Sánchez Luna, conta com uma infraestrutura moderna e imponente.
• Plaza Bolívar de El Hatillo: é o sítio mais concorrido pelos turistas no povoado de El Hatillo, conta com um ambiente muito tranquilo e agradável, no centro da praça está uma estátua do Libertador, na que se encontra representado de pé e mirando para a Igreja Santa Rosalía de Palermo.
• Plaza Bolívar de Chacao: a maior praça do município Chacao, rodeada pela Prefeitura e a Catedral desta localidade.
• Plaza La Pastora: representa uma referência histórica importante, encravada no casco central de La Pastora, localidade que tem uma ampla tradição dentro da comunidade caraquenha.
• Plaza de San Jacinto: melhor conhecida como Praça "El Venezolano", é uma praça localizada no Casco Histórico da cidade, a praça tem uma torreta central, nos cercos está a Quadra Bolívar, com calçadas empedradas, ao estilo da colônia.
• Boulevard de Sabana Grande: é um populoso passeio caraquenho. Em seu recorrido, se desempenham distintas tendas e comércios. Ao chegar ao final do bulevar no setor de Chacaito, se localizam algumas esculturas cinéticas.

### Parques e Passeios

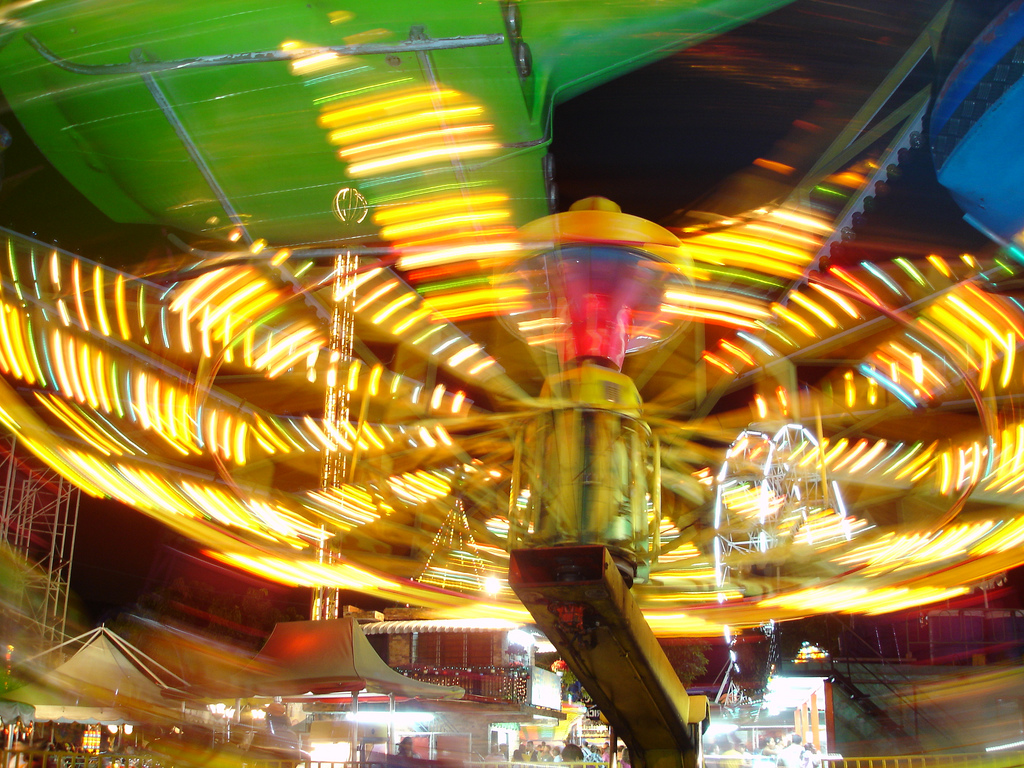
Vista de uma das atrações do Parque Italo Americano.

• La Candelária: é uma zona da cidade, que conta com trilhos empedrados e restos dos carris do bonde elétrico que uma vez cruzou a área. Tem ganhado grande fama por sua diversidade gastronômica, se podem encontrar excelentes restaurantes especializados em comida espanhola, canária e italiana.
• Paseo Los Próceres: é uma extensa avenida que consta de monumentais estátuas, calçadas, escadas, fontes e muros elaborados em mármore, para render honra e tributo aos venezuelanos que lutaram pela liberdade da nação durante a Independência.
• Parque Nacional El Ávila: El Ávila é uma extraordinária reserva natural, oferece as belezas cênicas naturais de sua flora e fauna e a imponência turística do povo de Galipan.
• Parque Ávila Mágica: um sítio predileto para a cidade, oferece desde passeio no teleférico até uma pista de patinação sobre o gelo e caminhos de estilo espanhol, que datam da época colonial.
• Parque Francisco de Miranda: conhecido popularmente como o Parque do Leste é um lugar predileto para os "trotadores" de Caracas, com charmosas áreas verdes, um pequeno zoológico, uma laguna artificial e suas distintas atrações recreações como o muito conhecido barco de Cristóbal Colón, formam o parque mais concorrido nos fins de semana na capital venezuelana.
• Parque de Recreación Jóvito Villalba: melhor conhecido como o Parque do Oeste, um espaço de desfrute para todos os caraquenhos que vivem no lado oeste da cidade, quadras esportivas, jogos infantis, uma laguna artificial, o anfiteatro e concha acústica, lanchonete e suas caminerias, todo isto dentro de suas belas áreas verdes.
• Jardín Botánico de Caracas: nos espaços da Cidade Universitária o jardim botânico constitui um dos principais reservatórios de fauna em Caracas e preserva a qualidade do ambiente na área capitalina.
• Parque Zoológico Caricuao: o zoológico de Caricuao mostra uma grande variedade de animais Africanos e Americanos. O que faz muito especial ao parque é que alguns animais podem passear livremente entre as pessoas.
• Parque Zoológico El Pinar: o Pinar é um dos parques preferidos das crianças, pela variedade de animais e por sua zona de contato. É um verdadeiro Oasis em plena cidade. Também tem uma zona especial onde se podem admirar diferentes espécies de mariposas.
• Parque Los Caobos: este é um dos parques mais antigos de Caracas. Nele se encontra uma das mais importantes coleções de árvores centenárias da cidade, se caracteriza por ser refugio de esportistas e de todo aquele que deseje relaxar-se. Nele se podem presentear os fins de semana obras teatrais infantis. Próximo ao Museu de Belas Artes, o Museu de Ciências, da Galeria Nacional, Ateneu de Caracas e do Teatro Teresa Carrenho.

### Outros locais de interesses
• Museo de Belas Artes: o museu mais antigo da Venezuela, oferece obras de arte mundial entre elas arte egípcia, cerâmica chinesa, coleções de cubismo além de exposições temporais constantemente.
• Museo de Ciencias: único em seu tipo em Caracas, se exibem cerca de 200 000 peças de diversas áreas das ciências naturais.
• Museo de Arte Contemporáneo de Caracas: desde 1974 oferece mostras de obras de artistas nacionais e internacionais de metade do século XX.
• Galería de Arte Nacional: se exibem mais de 6 000 peças de arte venezuelana desde o período pré-hispânico até a arte moderna. Desde 2008 se converteu no maior museu da Venezuela.

## Recreação
A cidade conta com dois grandes estádios de futebol: o Estádio Olímpico (capacidade: 24 900) e o Estádio de Brigido Iriarte (capacidade: 10 000). Os jogos de beisebol, outro esporte muito popular na Venezuela, acontecem no Estádio Universitário (capacidade: 22 000).

## Educação

### Educação superior
- Universidade Central de Venezuela
- Universidade Católica Andrés Bello
- Universidade Metropolitana
- Universidade Nacional Experimental Simón Rodríguez
- Universidade Simón Bolívar
- Universidade Santa Maria
- Universidade José María Vargas
- Universidade Monteavila
- Universidade Nova Esparta
- Universidade Experimental Politécnica Antonio José de Sucre
- Universidade Pedagógica Experimental Libertador (IPC)
- Universidade Alejandro de Humboldt
- Universidade Bolivariana da Venezuela
- Universidade Nacional Experimental Politécnica da Força Armada Nacional
- Universidade Nacional Experimental De los Llanos Centrales Rómulo Gallegos
- Universidade Católica Santa Rosa
- Universidade Nacional Experimental Marítima do Caribe

## Transporte

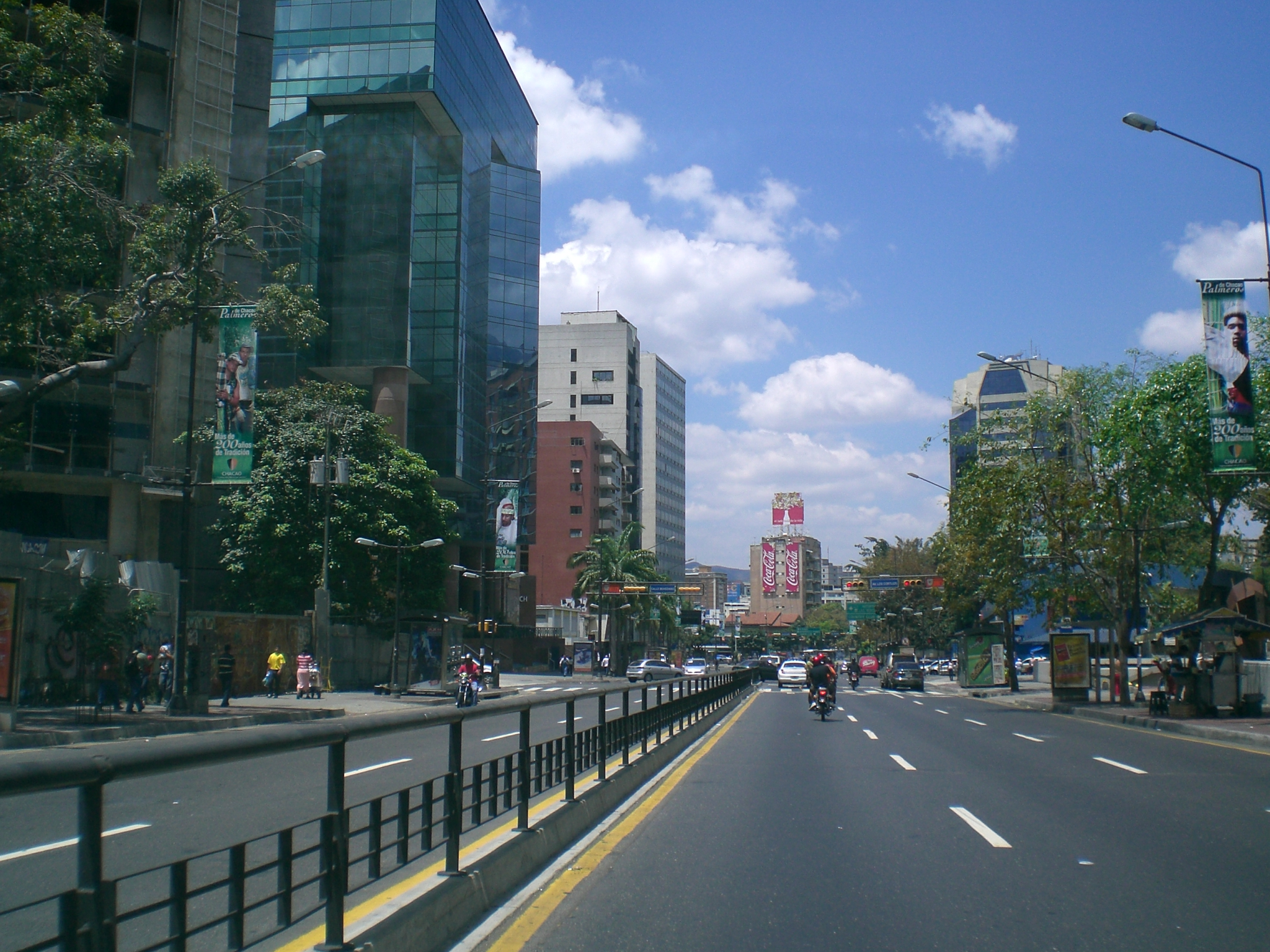
Avenida Francisco de Miranda.

A maior concentração de redes viárias do país se encontra na região de Caracas e suas adjacências, com uma grande rede de rodovias e avenidas no Distrito Metropolitano e vias urbanas, suburbanas e interurbanas, a rede viária se tem convertido em uma grande encruzilhada entre o Ocidente, o Oriente e o Centro do país. Papel não muito vantajoso para uma cidade saturada de pessoas e veículos de todo tipo, tanto da mesma cidade como de sua zona de influência imediata (Estado Vargas, Vales do Tuy, Guarenas-Guatire, Altos Mirandinos) e de outras zonas do país.
Atualmente se está construindo um enlace viário que conectará a Autopista Regional do Centro (no km 31) com a Autopista Grande Mariscal de Ayacucho (setor Kempis), com o fim de servir a cidade de Caracas e as vizinhas Guarenas e Guatire, para que os veículos que se dirijam de oriente ao ocidente ou centro, e vice-versa, não tenham a necessidade de entrar a Caracas. A rota de dessa autopista seria desde aos arredores do aeroporto de Charallave, passando por Santa Lucia e subindo até a zona de Kempis (entre Guatire e Caucagua).

### Sistemas de transporte rápido

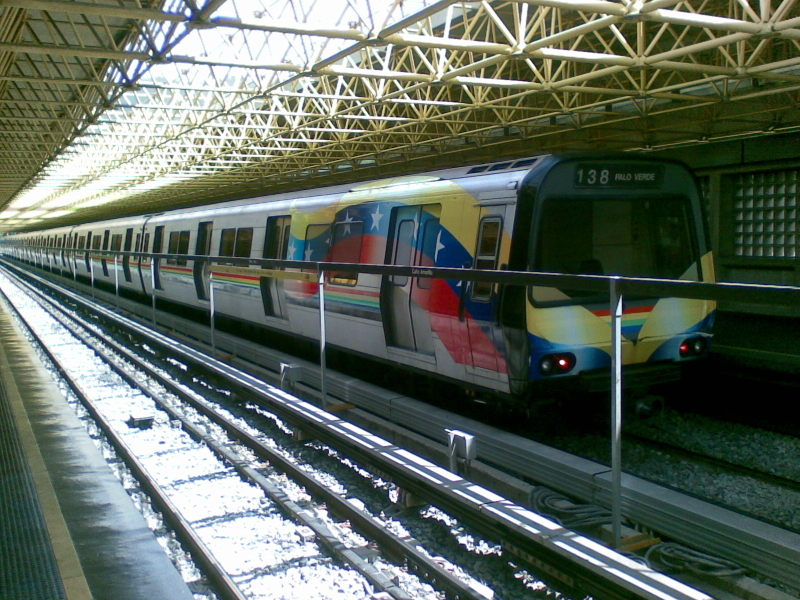
Metrô de Caracas.

O metrô de Caracas funciona desde 1983 e é o modo mais rápido e seguro de transitar pela cidade, embora não chegue a muitos lugares, atualmente possui 4 linhas e estão expandindo o sistema.
Caracas é servida pelo Aeroporto Internacional Simón Bolívar, localizado na cidade vizinha de Maiquetía.

## Problemas

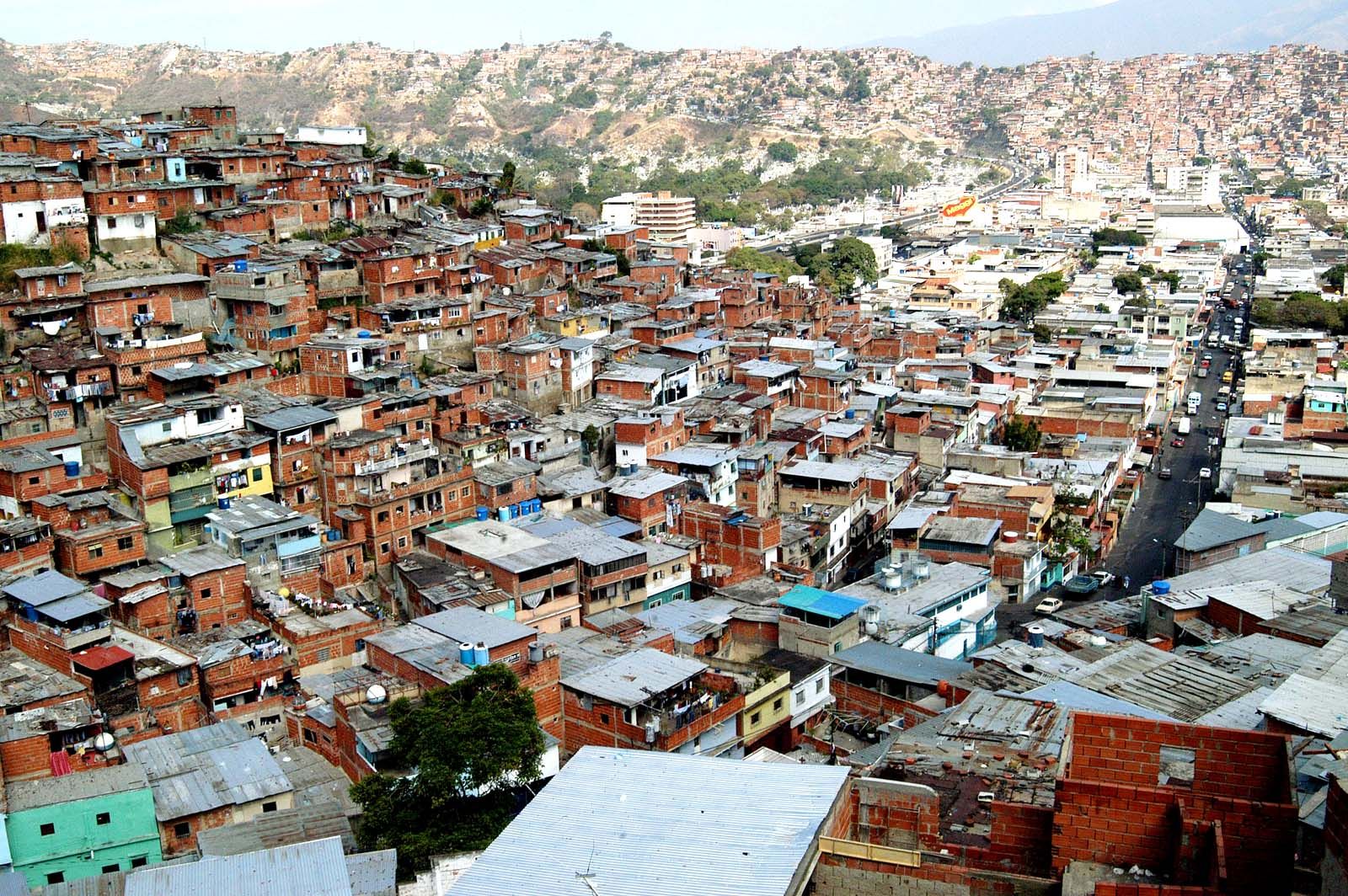
Favela de Caracas

A cidade sofre com vários problemas comuns a metrópoles de países subdesenvolvidos, como a desorganização do tecido urbano, áreas verticalizadas e outras que sofrem com a carência de infraestrutura e desenvolvimento (favelas), violência, entre outros.
Caracas é a cidade mais violenta do planeta. Em 2013, o país teve 25 mil assassinatos (77 por dia).
Em 2015, Caracas foi considerada a cidade mais violenta do mundo com 3 946 assassinatos, o que representa 119,87 mortes violentas por cada 100 000 habitantes.

## Cidades Irmãs

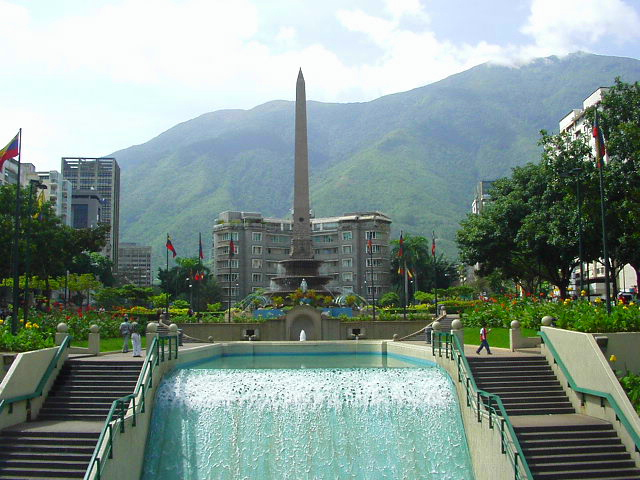
Plaza França, máximo expoente do irmanamento com Paris.

Participou em 12 de outubro de 1982 na União de Cidades Capitais da Ibero-américa, estabelecendo relações de irmandade com as capitais das nações de Ibero-americanas:
| - San José , Costa Rica - San Juan , Puerto Rico - Havana , Cuba - Montevideu , Uruguai - Ciudad de Panamá , Panamá - Madrid , Espanha - Quito , Equador - Bogotá , Colômbia - Asunción , Paraguai - Lisboa, Portugal - Santa Cruz de Tenerife , Canárias, Espanha - Las Palmas de Gran Canaria , Canárias, Espanha - São Paulo , Brasil |  | - Adeje , Tenerife, Canárias, Espanha - Melilla , Espanha - Tegucigalpa , Honduras - Cidade da Guatemala , Guatemala - Manágua , Nicarágua - San Salvador , El Salvador - Buenos Aires, Argentina - Lima , Peru - La Paz , Bolívia - Santiago de Chile , Chile - Santo Domingo , República Dominicana - Ciudad de México , México - Rio de Janeiro , Brasil - Fortaleza , Brasil |